# Улица Ленина (Кострома)
Улица Ленина — улица в историческом центре Костромы. Лучом, подобно улицам Симановского, Свердлова, Советской, Шагова, проспектам Мира и Текстильщиков, отходит от Сусанинской площади, идёт на северо-восток до границы города и переходит в трассу 34К-107.

## История
Улица проложена по выгоревшему в 1773 году Богоявленскому посаду. Первоначальное название Еленинская, в честь княжны Елены Павловны.
Современное название, с 1918 года, в честь создателя Советского государства В. И. Ленина (1870—1924).
Раньше проходила мимо Полянской и Гашеевой слобод, которые позднее преобразовались в поселки Начало и Новый Быт. В простонародье эти места назывались «Дунькиной деревней», сейчас они носят название Зворыкинские дома (в честь инженера И. Д. Зворыкина). Ныне здесь располагаются Рабочие улицы и проспект, улица Новый Быт, Совхозная, а также микрорайон Якиманиха, где располагается площадь имени архитектора Рыбникова. Также здесь находится парк культуры и отдыха «Берендеевка», который назывался также Парк имени 50-летия Комсомола и завод «Красная Маевка», где раньше была ткацкая фабрика некоего Брунова, которая занималась изготовлением мешковины.

## Достопримечательности

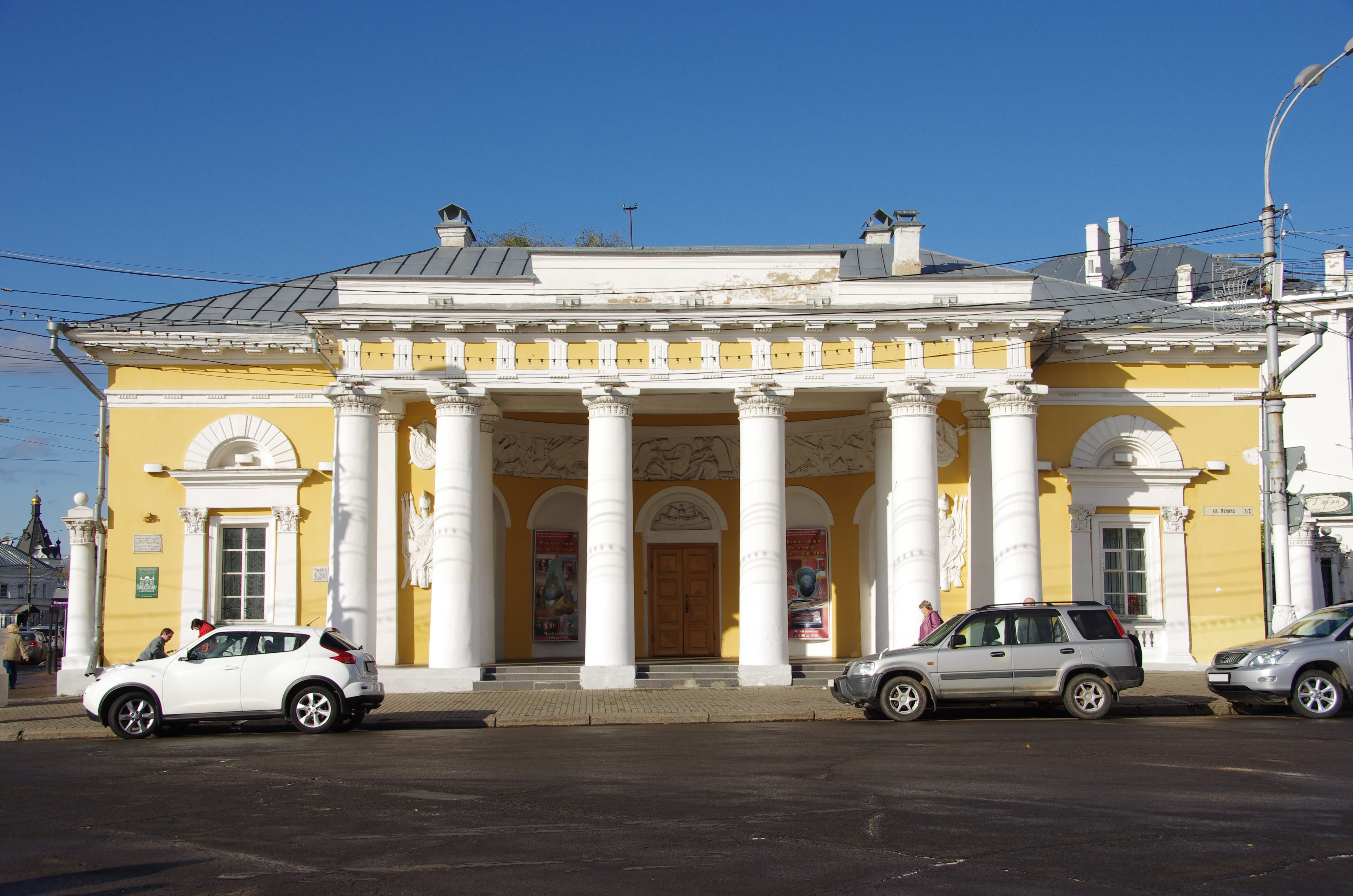
Гауптвахта

д. 1 — бывшая Гауптвахта (1824—1826, архитектор П. И. Фурсов), ныне — Военно-исторический отдел Костромского музея-заповедника
д. 3 — Муниципальное бюджетное учреждение культуры «Возрождение»
д. 4 — бывший дом М. А. Мичурина
д. 10 — бывший дворянский пансион-приют
д. 12 — здание бывшей 2-й мужской гимназии
д. 14 — склады костромского Акцизного управления
д. 31/42 — бывшая усадьба П. П. Царевского
д. 44 — бывший доходный дом Шипова
д. 52 — дом художника Н. П. Шлеина (не сохранился)